# Cattedrale del Buon Gesù dei Rimedi
La cattedrale del Buon Gesù dei Rimedi è un edificio religioso di Afogados da Ingazeira, città brasiliana nello Stato del Pernambuco.
La chiesa è sede della cattedra vescovile della diocesi di Afogados da Ingazeira.